# هناك مثل هذا الشعب
هناك مثل هذا الشعب هو حزب شعبوي خيمة كبيرة بلغاري أسسه المغني سلافي تريفونوف.